# Projoppa anomala
Projoppa anomala là một loài tò vò trong họ Ichneumonidae.